# Pla de la Casanova
El Pla de la Casanova és una plana del terme municipal de Sant Quirze Safaja, a la comarca del Moianès.
Està situada en el sector central del terme, a la part meridional de la Serra de Barnils. És just al nord del punt quilomètric 5 de la carretera C-1413b, al sud-oest de la masia de Plana Serra i a migdia de Puigdolena. És a la carena que separa les valls dels torrents Rovira, a ponent, i de Seldasses, a llevant. És al costat nord-est de la Solella de la Casanova.